# Táňa Hodanová
Táňa Hodanová, vlastním jménem Františka Hladká, (22. srpna 1892 Strakonice – 4. června 1982 Ostrava) byla česká herečka a divadelní režisérka.

## Život
Narodila se v rodině Františka Hladkého, učitele ve Strakonicích a Anny Hladké-Sladkovské. Dne 16. května 1935 si nechala změnit rodné příjmení v Knize narozených z Hladká na Hodanová.
Vystudovala učitelský ústav, poté krátce učila v Plzni, ale již v době studií se začala připravovat na hereckou dráhu jako soukromá žačka plzeňských herců Jaroslava Puldy a Otýlie Beníškové. Ochotnické divadlo hrála ve studentské skupině Intimní družina Mládí, jejímiž členy byli mj. i Jaroslav Průcha a Emil Bolek. V letech 1916–1920 vystupovala jako herečka u několika divadelních společností (Anna Konětopská-Havlíčková Jan Evangelista Sedláček, Otakar Novák), po pohostinském vystoupení v roli učitelky Marty ve hře F. V. Krejčího Povodeň (12. 12. 1919) ji tehdejší ředitel NDMS Václav Jiřikovský v roce 1920 angažoval jako členku ostravské činohry, kde působila až do odchodu na odpočinek (1960, hostovala však až do roku 1974).
Na své mateřské divadelní scéně vytvořila více než 400 rolí, zejména velkých tragických postav českého i světového repertoáru. V roce 1928 absolvovala studijní pobyt v berlínském divadle Maxe Reinhardta a sérii přednášek na tamní konzervatoři, hostovala v pražském ND a Národním divadle v Brně. Do dějin ostravského divadelnictví se v desetiletí 1939–1949 zapsala také jako úspěšná režisérka.
Věnovala se též uměleckému přednesu,  od roku 1929 pravidelně spolupracovala s ostravským rozhlasem (herečka, režisérka, recitátorka), jen příležitostně s filmem a televizí.
| „                                                                           | Táňa Hodanová patří mezi nejvýznamnější osobnosti ostravského divadla, v němž působila déle než půlstoletí | “ |
| — Biografický slovník Slezska a severní Moravy 3, Ostravská univerzita 1995 | |   |

## Ocenění
- 1946 Cena města Ostravy
- 1954 zasloužilá umělkyně[8]

## Divadelní role, výběr

### Národní divadlo Praha
- 1925 G. B. Shaw: Svatá Johanka, titulní role (j. h.), režie Karel Dostal (15. listopadu 1925 na scéně Stavovského divadla)[14]
- 1927 Eugène Scribe, Leon Lenz (úprava): Leonie, Germaine (j. h.), režie Milan Svoboda (5. a 6. listopadu 1927 na scéně Stavovského divadla)[15]

### Národní divadlo v Brně
- 1929 W. S. Maugham: Jednala Constance správně? titulní role (j. h.), ve zdrojovém materiálu jméno režiséra ani scéna NDB neuvedeny (12. března 1929)[16]

### Národní divadlo moravsko-slezské
- 1919 František Václav Krejčí: Povodeň, Marta (j. h), režie Alexandr Kantor
- 1920 J. K. Tyl: Jan Hus, královna Žofie, režie Alexandr Kantor
- 1921 F. Sokol-Tůma: Gorali, Maryčka Koždoňová, režie Alexandr Kantor
- 1922 K. Čapek: Věc Makropulos, Emilia Marty, režie Václav Jiřikovský
- 1923 E. Rostand: Cyrano z Bergeracu, Roxana, režie František Uhlíř
- 1924 G. B. Shaw: Svatá Jana, titulní role, režie Karel Prox
- 1925 J. Vrchlický, Z. Fibich: Námluvy Pelopovy, Hippodamie, režie František Uhlíř
- 1926 J. Vrchlický, Z. Fibich: Smír Tantalův, Hippodamie, režie Karel Prox
- 1927 Paul Raynal: Hrob neznámého vojína, snacha Aude, režie Jaroslav Skála
- 1928 G. B. Shaw: Živnost paní Warrenové, Vivie Warrenová, režie Miloš Nový
- 1928 W. S. Maugham: Jednala Constance správně? titulní role, režie Jaroslav Skála
- 1929 F. Langer: Obrácení Ferdyše Pištory, Tereza, režie Antonín Rýdl
- 1930 W. Shakespeare: Hamlet, Ofélie, režie Miloš Nový
- 1931 J. Zeyer: Sulamit, Leóna, režie Jan Škoda
- 1932 Dario Niccodemi: Stín, Marianna Trégnierová, režie Viktor Šulc
- 1933 W. Shakespeare: Kupec benátský, Porcie, režie Jan Škoda
- 1934 R. Rolland: Hra o lásce a smrti, Sofie Courvoisierová, režie Jan Škoda
- 1935 L. N. Tolstoj: Anna Kareninová, titulní role, režie Jiří Myron
- 1936 A. N. Ostrovskij: Jegor Bulyčov a ti druzí, Glafira, režie Jan Škoda
- 1937 M. Gorkij: Vassa Železnovová, titulní role, režie Antonín Kurš (ve stejné roli v nastudování Miloše Hynšta z roku 1951)
- 1938 Bratři Mrštíkové: Maryša, titulní role, režie Karel Konstantin
- 1939 L. Stroupežnický: Naši furianti, Markýtka, režie Karel Konstantin
- 1940 E. O'Neill: Toužení pod jilmy, Abbie Putnamová, režie Jan Škoda
- 1941 Euripidés: Médeia, titulní role, režie Karel Palouš

### České divadlo moravskoostravské
- 1941 J. K. Tyl: Strakonický dudák, Rosava, režie Karel Palouš
- 1942 J. Vrchlický, Z. Fibich: Smrt Hippodamie, titulní role, režie Jan Škoda
- 1944 J. W. Goethe: Ifigenie na Tauridě, titulní role, režie Miloš Wasserbauer

### Zemské divadlo v Ostravě
- 1946 M. Gorkij: Nepřátelé, Taťjana, režie Otto Haas
- 1947 Míra Pucová: Svět bez nenávisti, Dr. Silva Premková, režie Jiří Myron
- 1948 J. Toman: Slovanské nebe, Vesna, režie Antonín Kurš

### Státní divadlo v Ostravě
- 1949 A. N. Ostrovskij: Pravda je hezká, ale štěstí lepší, Mavra Tarasovna, režie Svatoslav Papež
- 1950 J. K. Tyl: Paličova dcera, Paní Šestáková, režie Antonín Kurš
- 1951 A. Jirásek: Otec, Kopeckého žena, režie Václav Lohniský
- 1952 Molière: Zdravý nemocný, Belina, režie Pavel Rímský
- 1953 K. Čapek: Matka, titulní role, režie Miloš Hynšt
- 1954 W. Shakespeare: Romeo a Julie, Kapuletová, režie Miloš Hynšt
- 1955 V. Hugo: Marie Tudorovna, titulní role, režie Jiří Dalík
- 1956 Sofoklés: Oidipus vladař, Iokasté (alternace Anna Kratochvílová), režie Miloš Hynšt
- 1957 Piotr Choynowski: Základy na písku, Ostrowska, režie Miloš Hynšt
- 1958 Ivo Vojnovič: Smrt matky Jugovičů, Matka Jugovičů, režie Miloš Hynšt
- 1959 O. Wilde: Ideální manžel, Lady Markbyová, režie Miloš Horanský
- 1960 Federico García Lorca: Dům doni Bernardy, Bernarda, režie Miloš Horanský
- 1961 L. Leonov: Zlatý kočár, Tabun (j. h.), režie Radim Koval
- 1962 O. Wilde: Bezvýznamná žena, Hunstantonová (j. h.), režie Josef Janík
- 1968 J. Hilbert: Falkenštejn, Kněžna Anežka (j. h.), režie Radim Koval
- 1969 Lillian Hellmanová: Podzimní zahrada, Ellisová (j. h.), režie Jan Zajíc
- 1972 G. Preissová: Gazdina roba, Tetka (j. h.), režie Jan Zajíc
- 1973 István Örkeny: Kočičí hra, Adelaida Brucknerová (j. h.), režie Bedřich Jansa
- 1974 A. N. Ostrovskij: Vlci a ovce, Anfusa Tichonovna (j. h.), režie Jan Zajíc

## Divadelní režie, výběr
- 1939 B. Němcová, Marcela Jarošková (dramatizace): Sedm havranů, NDMS Ostrava
- 1940 Jaroslava Skorkovská, Opičák Fuk, NDMS Ostrava
- 1940 F. X. Svoboda: Poslední muž, NDMS Ostrava
- 1941 Miloš Liška: Švec a čert, České divadlo moravskoostravské
- 1942 Rudolf Pivec: Vítězná paleta, České divadlo moravskoostravské
- 1942 Gioacchino Forzano: Průvan, České divadlo moravskoostravské
- 1942 Karel Krpata: Hvězdy nad hradem, České divadlo moravskoostravské
- 1943 Vlasta Petrovičová: Střídavě oblačno, České divadlo moravskoostravské
- 1943 Jan Grmela: Dědictví, České divadlo moravskoostravské
- 1944 Paul Ernst: Karneval Pantalonů, České divadlo moravskoostravské
- 1945 Večer slavných monologů a scén (zároveň spoluautorka libreta, první premiéra činohry po osvobození 21. 5.), Zemské divadlo v Ostravě
- 1945 Růžena Jesenská: Devátá louka, Zemské divadlo v Ostravě
- 1946 A. Jirásek: Pan Johanes, Divadlo mladých Ostrava j. h. (dnes DPB)
- 1947 H. Ch. Andersen: Sněhová královna, Divadlo mladých Ostrava j. h.
- 1948 F. Gorlová: Uchvatitel ohně, Divadlo mladých Ostrava j. h.
- 1949 A. Jirásek, Saša Lichý (dramatizace): Filosofská historie, Městské divadlo mladých Ostrava j. h. (dnes DPB)

## Filmografie

### Film
- 1951 Štika v rybníce (Marie Doubravová)

### Televize
- 1962 Jegor Bulyčov a ti druzí (TV divadelní představení)
- 1969 Falkenštejn (TV divadelní představení)
- 1973 Pírko (TV inscenace)